# Otsjamtsjire (district)
Otsjamtsjire (Abchazisch: Очамчыра араион, Otsjamtsjira araion; Georgisch: ოჩამჩირის რაიონი, Otsjamtsjiris raioni; Russisch: Очамчи́рский район, Otsjamtsjírskiy rajon) is een district in het noordwesten van Georgië, gelegen in de feitelijk afgescheiden autonome republiek Abchazië. Het district heeft een oppervlakte van 1786.5 km² en had 25.994 inwoners in 2023, die voor ruim driekwart uit etnisch Abchaziërs bestaat. Het bestuurlijk centrum is de stad Otsjamtsjire.

## Georgische en Abchazische interpretatie

Het district Otsjamtsjire volgens de Abchazische autoriteiten

In 1995 werd door de de facto onafhankelijke republiek Abchazië een deel van het district afgesplitst om samen met een deel van het aangrenzende district Gali het nieuwe district Tkvartsjeli te vormen. Deze aanpassing wordt niet door Georgië erkend.
In 2006 werd door de Georgische autoriteiten in het noorden van Abchazië, rond de Kodorivallei, de gemeente Azjara (Boven-Abchazië) opgericht. Het noorden van de districten Otsjamtsjire en Goelripsji werd aan deze gemeente toegewezen. De Abchazische autoriteiten hielden vast aan hun oorspronkelijke bestuurlijke indeling.

## Geschiedenis
Tot 1930 stond het district bekend als district en oejezd Kodori, maar in 1930 werd het district Otsjamtsjire opgericht. In het district werd tijdens de Abchazische burgeroorlog zwaar gevochten, waaronder in Labra. Er werden tijdens dit conflict ruim 800 Georgiërs vermoord, het merendeel mannen.

## Demografie
Op 1 januari 2022 telde het district Otsjamtsjire 30.273 inwoners, een groei van 4,3% ten opzichte van de volkstelling van 2011. In de jaren 1990 verloor het district ongeveer twee derde van de bevolking door het Georgisch-Abchazisch conflict en het uiteenvallen van de Sovjet-Unie, wat een massa-exodus van Georgiërs en de emigratie van met name Russen betekende. Daarnaast werd een deel van het district in 1995 toegewezen aan het nieuw opgerichte district Tkvartsjeli, waaronder de stad Tkvartsjeli.
| District Otsjamtsjire | 33.086 | 60.209 | 61.901 | 70.252 | 70.681 | 75.388 | 24.629 | 24.868 | 25.994 |  |  |  |  |  |
| |        |        |        |        |        |        |        |        |        |  |  |  |  |  |
| Otsjamtsjire | 3.390  | 11.684 | 16.500 | 18.718 | 17.898 | 20.379 | 4.702  | 5.280  | 5.221  |  |  |  |  |  |
| Verantwoording data: 1926-1989, volkstellingen 2003 en 2011, jaaropgave 1 januari 2023. Noot: De Abchazische cijfers vanaf 1994 worden niet erkend door Georgië. |        |        |        |        |        |        |        |        |        |  |  |  |  |  |

### Etniciteit
Op 1 januari 2023 bestond de bevolking van Otsjamtsjire voor ruim driekwart uit etnisch Abchaziërs (77,7%). De Georgiërs waren met 9,6% de tweede bevolkingsgroep, hiervan was eenvijfde van Mingreelse afkomst. De Armeniërs (6,6%) en Russen (3,9%) waren de derde en vierde bevolkingsgroep.
In de 20e eeuw werden de Abchaziërs door het bevolkingsbeleid van Lavrenti Beria een minderheid ten opzichte van de Georgiërs. Beria verhuisde met name Mingreliërs naar Abchazië. Otsjamtsjire raakte door het Georgisch-Abchazisch conflict, de etnische zuiveringen als gevolg daarvan, vrijwel alle Georgische inwoners kwijt, van 35.000 naar ruim 2.000. Sindsdien is de Georgische minderheid rond dit aantal gebleven. Gedurende de 20e eeuw was de Armeense bevolkingsgroep een constante substantiële minderheid.
| Abchaziërs                                                                 | 65,8% | 47,6% | 38,4% | 38,4% | 39,7% | 36,7% | 76,1% | 77,7% | 77,7% |
| Armeniërs                                                                  | 8,8%  | 7,5%  | 9,0%  | 8,4%  | 8,1%  | 8,3%  | 8,8%  | 6,6%  | 6,6%  |
| Georgiërs                                                                  | 20,4% | 20,9% | 39,5% | 43,0% | 43,9% | 46,2% | 9,1   | 9,5%  | 9,6%  |
| Russen                                                                     | 1,0%  | 16,9% | 9,5%  | 7,2%  | 5,8%  | 5,9%  | 3,8%  | 3,9%  | 3,9%  |
| Verantwoording data: Ethno Kavkaz, Abchazisch Staatscomité voor Statistiek |       |       |       |       |       |       |       |       |       |

## Administratieve onderverdeling
Het district Otsjamtsjire is volgens de Abchazische autoriteiten administratief onderverdeeld in 29 dorpsbesturen (Администрации сел, Administratsii sel) met in totaal 108 nederzettingen. Daarnaast is er een stad (Город, Gorod).
- steden: Otsjamtsjire, bestuurlijk centrum van het district;
- dorpen in Otsjamtsjire zijn onder andere Labra.

## Vervoer
De belangrijkste en tevens enige doorgaande weg door het district is de Georgische S1 / E97, de belangrijkste hoofdroute in Georgië en door Abchazië. De weg verbindt Otsjamtsjire met de belangrijkste plaatsen van Abchazië, via hoofdstad Soechoemi, Goedaoeta en Gagra naar de grensovergang van Abchazië met Rusland. Vanaf het district Otsjamtsjire gaat de weg in zuidoostelijke richting via Gali over de Engoeri naar Zoegdidi in centraal bestuurd Georgië.
De belangrijkste regionale weg door de gemeente is de nationale route Sh9. Deze voert vanaf het gemeentelijk centrum Otsjamtsjire naar Tkvartsjeli.